# Leonel Miguel
Leonel Miguel (La Haya, 24 de marzo de 2001) es un futbolista neerlandés que juega como defensa en el TOP Oss de la Eerste Divisie.

## Trayectoria
Nacido en La Haya, se unió al fútbol base del F. C. Groningen en 2012 procedente del VV Zuidhorn, debutando con el primer equipo el 16 de mayo de 2021 al partir como titular en una derrota por 1-0 frente al PEC Zwolle en la Eredivisie. El 25 de junio de 2021 se marchó al F. C. Emmen de la Eerste Divisie. Solo disputó siete partidos con el club, consiguiendo el ascenso a la Eredivisie como campeones a final de temporada.
El 10 de septiembre de 2022 se oficializó su fichaje por el Sporting de Gijón para jugar en su filial en la Tercera Federación. Logró debutar con el primer equipo el siguiente 8 de abril al entrar como suplente en los minutos finales de una victoria por 3-1 frente a la U. D. Ibiza en la Segunda División.
El 6 de agosto de 2024, tras dos años en España, se confirmó su vuelta a los Países Bajos después de firmar por dos temporadas con el TOP Oss.

## Clubes
Actualizado al último partido disputado el 9 de mayo de 2025.
| Club                  | País         | Año       | Partidos | Goles |
| --------------------- | ------------ | --------- | -------- | ----- |
| F. C. Groningen       | Países Bajos | 2020-2021 | 1        | 0     |
| F. C. Emmen           | Países Bajos | 2021-2022 | 7        | 0     |
| Sporting de Gijón "B" | España       | 2022-2024 | 47       | 0     |
| Sporting de Gijón     | España       | 2023      | 2        | 0     |
| TOP Oss               | Países Bajos | 2024-act. | 33       | 0     |